# Аркас, Хорхе
Хорхе Аркас Пена (исп. Jorge Arcas Pena; род. 8 июля 1992, Сабиньяниго, провинция Уэска, автономное сообщество Арагон, Испания) — испанский профессиональный шоссейный велогонщик, выступающий за команду Movistar Team.

## Карьера
В 2017 году дебютировал на Вуэльта Испании, сошёл с гонки на 12 этапе.

## Достижения
2015
1-й Этап 2 Вуэльта Наварры
2-й Vuelta Ciclista a León

## Статистика выступлений

### Гранд-туры
| Гонка   | 2017 | 2018 |
| ------- | ---- | ---- |
| Джиро   | —    |      |
| Тур     | —    |      |
| Вуэльта | НФ   |      |

| —  | Не участвовал  |
| НФ | Не финишировал |